# Dysoxylum championii
Dysoxylum championii là một loài thực vật có hoa trong họ Meliaceae. Loài này được Hook.f. & Thomson ex Thwaites mô tả khoa học đầu tiên năm 1858.